# Bijuesca
Bijuesca és un municipi de la província de Saragossa situat a la comarca de la Comunitat de Calataiud. El 2023 tenia 95 habitants.